# Strada statale 9 var Tangenziale Nord Ovest di Parma
La strada statale 9 var Tangenziale Nord Ovest di Parma (SS 9 var) è una strada statale italiana.

## Percorso
La strada statale 9 var ha origine dalla SS 9 a est di Parma e termina sulla stessa SS 9 presso Ponte Taro; ha quindi funzione di tangenziale per la città di Parma.
La strada ha una lunghezza di 18,644 chilometri ed è interamente gestita dal Compartimento di Bologna.